# Інститут транспорту й зв'язку
Інститут транспорту та зв’язку (латис. Transporta un sakaru institūts, TSI) — приватний заклад вищої освіти в Латвії, розташований у місті Рига. Інститут був заснований у 1999 році як наступник частини освітніх програм і науково-викладацьких традицій Ризького інституту інженерів цивільної авіації (РКІІГА).
Інститут пропонує програми навчання за різними спеціальностями, пов’язаними з транспортом, інформаційними технологіями, логістикою, телекомунікаціями, бізнесом та управлінням. Навчання відбувається на кількох мовах, включаючи англійську. TSI активно співпрацює з міжнародними партнерами, бере участь у дослідницьких проєктах та надає можливість студентам проходити практику у провідних компаніях.

## Програми
Заклад готує фахівців із вищою освітою всіх рівнів (бакалавр, магістр, доктор наук, перший і другий рівень вищої професійної освіти).
Університет пропонує 18 навчальних програм, які реалізуються на трьох факультетах:

### Факультет комп’ютерних наук і телекомунікацій
- Комп’ютерні науки (B.Sc., M.Sc.);
- Електроніка (B.Sc., M.Sc., Prof.);
- Телекомунікації (B.Sc.);
- Інформаційні системи (M.Sc.);
- Робототехніка (Prof.).

### Факультет транспорту та логістики
- Комерційна експлуатація транспорту (B.Sc.);
- Логістика в транспорті та бізнесі (Prof.);
- Транспорт і логістика (M.Sc.);
- Технічна експлуатація авіаційного транспорту (Prof.);
- Авіаційний транспорт (Prof.).

### Факультет менеджменту та економіки
- Економіка (B.Sc., M.Sc.);
- Менеджмент, адміністрування, управління нерухомістю (B.Sc., M.Sc.).